# Мутра по заместване
„Мутра по заместване“ (на руски: Физрук) е руски ситком. Премиерата му се състои на 7 април 2014 г. Четвърти сезон започва на 9 октомври 2017 г. През октомври 2018 г. е обявено, че ще има пети сезон. Премиерата му е планирана за 2020 г., но е отложена за 2021 г. През август 2021 г. сценаристът Александър Белов съобщава, че проектът е замразен за неопределен период.

## „Мутра по заместване“ в България
В България сериалът започва на 2 май 2015 г. по bTV Comedy, всяка събота и неделя от 22:30. На 12 декември 2016 г. започва трети сезон, всеки делник от 22:30 с повторение от 12:00. На 25 март 2018 г. започва четвърти сезон, всяка събота и неделя от 22:30 по два епизода и завършва на 21 април.